# Anastoechus leucosoma
Anastoechus leucosoma är en tvåvingeart som beskrevs av Mario Bezzi 1921. Anastoechus leucosoma ingår i släktet Anastoechus och familjen svävflugor. Inga underarter finns listade i Catalogue of Life.